# 板桥河 (花园湖)
板桥河，位于安徽省凤阳县东部，是小溪河的一条支流，发源于凤阳县南部凤阳山北麓，分东西两源，东源经总铺镇京山村北流至小桥郑村汇西源，西源经鹿塘水库北流至小桥郑村汇东源。东西两源合流后，板桥河向北流至凤阳县东北部大溪河镇孙家湾以西注入花园湖，合小溪河入淮河。全长24公里，流域面积228平方公里。